# Чемеуэви-Валли (аэропорт)
Аэропорт Чемеуэви-Валли (англ. Chemehuevi Valley Airport), (FAA LID: 49X) — гражданский аэропорт, расположенный в 6,4 километрах к северу от населённого пункта Чемеуэви-Валли, округ Сан-Бернардино (Калифорния), США.
Аэропорт обслуживает главным образом рейсы авиации общего назначения.

## Операционная деятельность
Аэропорт Чемеуэви-Валли занимает площадь в 58 гектар, расположен на высоте 59 метров над уровнем моря и эксплуатирует одну взлётно-посадочную полосу:
- 16/34 размерами 1524 х 23 метров с асфальтовым покрытием.